# Listă de scriitori basarabeni
Această pagină este o listă de oameni de litere, autori, critici literari, cronicari, dramaturgi, eseiști, istorici literari, nuveliști, memorialiști, poeți, romancieri, scriitori și traducători basarabeni din toate timpurile, acoperind toate perioadele din istoria sa, în decursul mileniilor al II-lea și al III-lea după Hristos:
- dinainte ca o parte a Țării Moldovei să revină Imperiului Rus
- dinainte de 1812, când partea Moldovei denumită Basarabia a devenit Gubernia Basarabia;
- între 1812 și 1917, când Basarabia a făcut parte din Imperiul Rus;
- între 1917 și 1918, când Basarabia s-a dezlipit de Imperiul Rus și a fost proclamată Republica Democratică Moldovenească;
- între 1918 și 1940, când Basarabia a făcut parte din Regatul României;
- între 1940 și 1941, când Uniunea Sovietică a invadat Basarabia;
- între 1941 și 1944, când Basarabia a făcut parte, din nou, din Regatul României;
- între 1944 și 1989, când Basarabia, denumită R.S.S. Moldovenească, a făcut parte din Uniunea Republicilor Socialiste Sovietice (URSS);
- între 1989 și 1991, când Basarabia, denumită R.S.S. Moldovenească, era de facto cvasi-independentă, datorită colapsului Uniunii Republicilor Socialiste Sovietice;
- între 1991 și prezent, de când Basarabia, devenită stat independent, se numește acum Republica Moldova.

## Liste de scriitori basarabeni

### A, Ă și Â
- Ion Anton

### B
- Savatie Baștavoi
- Vladimir Beșleagă
- Axentie Blanovschi
- Alexandru Bordian
- Emilian Bucov
- Andrei Burac
- Iacob Burghiu
- Aureliu Busuioc
- Leo Butnaru

### C
- Dimitrie Cantemir
- Mihai Cimpoi
- Mircea V. Ciobanu
- Valerian Ciobanu
- Vitalie Ciobanu
- Ion Ciocanu
- Eugen Cioclea
- Rodica Ciorănică
- Iurie Colesnic
- Miron Costin
- Alexandru Cosmescu (filozof)
- Alexandru Cosmescu (jurnalist)
- Nicolai Costenco
- Boris Crăciun
- Margareta Curtescu

### D
- Nicolae Dabija
- Liuba Dimitriu
- Ion Druță

### E
- Gheorghe Erizanu
- Nicolae Esinencu
- Nicoleta Esinencu

### G
- Emilian Galaicu-Păun
- Aliona Grati

### I și Î
- Ion Leu

### L
- Nicolae Leahu
- Ana Lupan
- Andrei Lupan

### M
- Alexei Marinat
- Nicolae Mătcaș
- Paul Mihnea
- Ion Moraru (scriitor)
- Petru Movilă

### N
- Alina Nour

### P și Q
- Vera Panfil
- Pavel Păduraru
- Claudia Partole
- Petre Popa

- Mihai Poiată
- Nicolae Popa (scriitor)

### S
- Serafim Saka
- Maria Șleahtițchi

### T și Ț
- Efim Tarlapan
- Andrei Țurcanu
- Ion Țurcanu

### U
- Grigore Ureche

### V
- Spiridon Vangheli
- Alexandru Vakulovski
- Mihail Vakulovski
- Andrei Vartic
- Ion Vatamanu
- Grigore Vieru
- David Vetrov
- Mihai Vîlcu

## A se vedea și
- Lista celor mai importanți basarabeni